# Halenia stellarioides
Halenia stellarioides är en gentianaväxtart som beskrevs av Ernest Friedrich Gilg. Halenia stellarioides ingår i släktet Halenia och familjen gentianaväxter. Inga underarter finns listade i Catalogue of Life.